# Peter Gill (Chemiker)
Peter M. W. Gill (*  9. November 1962 in Auckland) ist ein neuseeländischer theoretischer Chemiker (Quantenchemie).
Gill studierte Chemie an der University of Auckland mit dem Bachelor-Abschluss 1982 und dem Master-Abschluss 1984 und wurde 1988 an der Australian National University (ANU) bei Leo Radom promoviert. Er forschte und lehrte an der Carnegie-Mellon University (1988 bis 1993), an der Massey University (1993 bis 1996), von 1996 bis 1999 an der Universität Cambridge und von 1999 bis 2004 an der University of Nottingham, bevor er Professor an der ANU wurde.
Von ihm stammt der PRISM-Algorithmus für Zwei-Elektronen-Integrale, Algorithmen für lineare Skalierung in der DFT, selbstkonsistente Methoden für angeregte Zustände, eine verallgemeinerte Local Density Approximation und exakte Lösungen für Zweielektronensysteme.
Er trug zu GAUSSIAN Versionen bei (ab 1998).
2011 erhielt er die Schrödinger Medal, 2005 die Pople Medal der Asia-Pacific Association of Theoretical and Computational Chemists (APATCC), 2013 die Fukui Medal und 1999 die Dirac-Medaille der WATOC. Er ist Mitglied der International Academy of Quantum Molecular Science. Seit 2017 ist er WATOC-Präsident.